# كيموسين
إنزيم الكيموسين (بالإنجليزية: Chymosin)‏ يسمى أيضاً الرينين (بالإنجليزية: Rennin)‏: هو أحد إنزيمات الهضم الخمسة في المعدة وهي: (بالإنجليزية: Rennin)‏، ببسين (بالإنجليزية: Pepsin)‏، جاستريسين (بالإنجليزية: Gastricsin)‏، كاتبسين D (بالإنجليزية: Cathepsin D)‏، و كاتبسين E(بالإنجليزية: Cathepsin E)‏.
إنزيم الرينين هاضم للمواد البروتينية ويسمى أيضاً الإنزيم المجبن للحليب، ويفرز من خلايا جدار معدة الأطفال والكبار ويوجد في معدة الحيونات المجترة من الثدييات. ولا يعمل هذا الإنزيم إلا في وسط متعادل ، ويتوفر هذا الوسط المتعادل في معدة الأطفال. ويعتبر المسئول عن عملية تخثر اللبن، حيث تقلل هذه العملية من معدل سريانه خلال المعدة، حتى تتمكن إنزيمات المعدة من هضمه . وقد أمكن استخلاص إنزيم الرينين من معدة الخراف ليستخدم في صناعة الجبن.